# Complicité
Complicité es una compañía de teatro fundada en 1983 por los ingleses Simon McBurney y Annabel Arden, el italiano Marcelo Magni y la australiana Fiona Gordon con el nombre de Théâtre de Complicité.  Los actores que integraban la compañía habían estudiado en la Escuela francesa de Jacques Lecoq, donde adquirieron una completa formación física. Sus obras están muy vinculadas al espacio escénico, parten de la improvisación y la construcción colectiva para conseguir resultados donde diferentes disciplinas artísticas como música, vídeo y danza son combinadas para conseguir un resultado espectacular, relacionado con el concepto wagneriano de obra de arte total. 

## Trayectoria
Su primer montaje fue Put It On Your Head en 1983. En 1985 recibieron el Primer Premio en el festival Edinburgh Fringe. Desde entonces han participado en diversos festivales internacionales de teatro. Han ganado premios como el Laurence Olivier en 2008 por A Disappearing Number, obra sobre los matemáticos Ramanujan y G. H. Hardy. 
Desde sus orígenes la compañía alterna creaciones propias con adaptaciones y recreaciones de autores clásicos como Shakespeare o contemporáneos como Bruno Schulz, Bertolt Brecht, Mijaíl Bulgákov, Samuel Beckett o Ionesco, entre otros. Su obra The Street of Crocodiles, estrenada en 1992, ha realizado más de doscientas representaciones en todo el mundo.
La dirección artística es de Simon McBurney, quien trabaja con un elenco internacional de actores, dramaturgos (Ben Power) y músicos (Nitin Sawhney).

## Principios teóricos y estéticos
A través de la combinación de las diferente disciplinas artísticas consiguen un teatro sincrético y sensorial. Durante los ensayos, los actores componen y descomponen sus acciones a través de la improvisación y el juego, explorando todas las posibilidades del espacio y la combinación de la palabra, la acción y la imagen. Tiene una gran influencia de las vanguardias, especialmente del expresionismo, el surrealismo, el dadaísmo y el realismo mágico. Escultores contemporáneos como Dossier Devising Pack o Marcel Duchamp han sido referentes en sus composiciones, que investigan tanto el espacio como los objetos producidos ex profeso para cada representación. 
Además de la influencia de la escuela de Jacques Lecoq, sus propuestas físicas se basan en el teatro oriental, la biomecánica de Meyerhold, el teatro de Chéjov, Vajtángov y Tadeusz Kantor. 

## Puestas en escena
Like mother, like daughter (2015)
The Encounter (2015)
The Hudsucker Proxy (2014)
Lionboy (2013)

A Dog’s Heart (2011)
The Master and Margarita (2011)
Final de partida (2009)
Shun Kin (2008)

A Dissapearing number (2008)
Vanishing points (2005)
Measure for measure (2005)
Pet Shop Boys meet Einsestein (2004)
Strange Poetry (2004)
The Elephant Vanishes (2003)
Light (2002)
The Noise of Time (2000)
Mnemonic (1999)
The Chairs (1997)
The Caucasian Chalk Circle (1997)
The three lives of Lucie Cabrol (1994)
Out of a house walked man (1994)

The Street of Crocodiles (1992)
The winter’s tale (1992)
The Visit (1989)
Anything for a quiet life (1987)
More bigger snacks now (1985)
A minute too late (1984)
Put it in your head (1983)